# Meszno (województwo opolskie)
Meszno – (niem. Mösen) wieś w Polsce położona w województwie opolskim, w powiecie nyskim, w gminie Otmuchów.

## Przynależność administracyjna
Od 1945 miejscowość należała do województwa śląskiego, a do województwa opolskiego po jego utworzeniu w 1950 roku.
W latach istnienia powiatów (1945 - 1975 oraz 1999 - nadal) miejscowość należy do powiatu nyskiego.
W latach 1945–1954 należała do gminy Trzeboszowice. Od 1955 r. w wyniku reformy administracji w  gromadzie Meszno, którą zniesiono z końcem 1959 r., a wieś włączono do gromady Trzeboszowice. Po likwidacji gromad w 1973 należy do gminy Kałków, a po jej likwidacji w 1975 r. do gminy Otmuchów.

## Historia
- 1293 – zezwolenie na lokację na prawie niemieckim, poświadczone w źródłach[5].
- 1765 – wśród mieszkańców było 19 kmieci, 10 zagrodników, 16 chałupników, 1 wolny człowiek i 3 rzemieślników[5].
- 1784 – było 37 domów, młyn wodny i dwie kuźnie, mieszkało 20 kmieci, 9 zagrodników, 5 chałupników[5].
- 1810 – wieś liczyła 63 domy i młyn wodny[5].
- 1840 – wieś miała 3 właścicieli: Urząd Rent w Nysie, wolne sołectwo w rękach Eugene Baukego i wolne dobro[5].
- W latach 1893–1961 w pobliżu Meszna przebiegała linia kolejowa nr 259 z przystankiem Meszno.

## Niemiecki memoriał
W latach trzydziestych XX w. w centrum wioski na trójkątnym placu w rozwidleniu dróg wybudowano monument upamiętniający poległych żołnierzy. Pod koniec drugiej wojny światowej obok pomnika pochowano 4 żołnierzy. W lipcu 1945 roku monument został zburzony. W latach pięćdziesiątych na placu urządzono ogródek piwny z drewnianym kioskiem, następnie bar piwny, zamknięty w 2021 r.

## Związani z Mesznem
Z Mesznie mieszkał piłkarz Roman Dąbrowski, reprezentant Polski, od 1994 gra w Turcji jako Kaan Dobra.
Z Meszna pochodzi i mieszka piłkarz Karol Borys.

## Przypisy

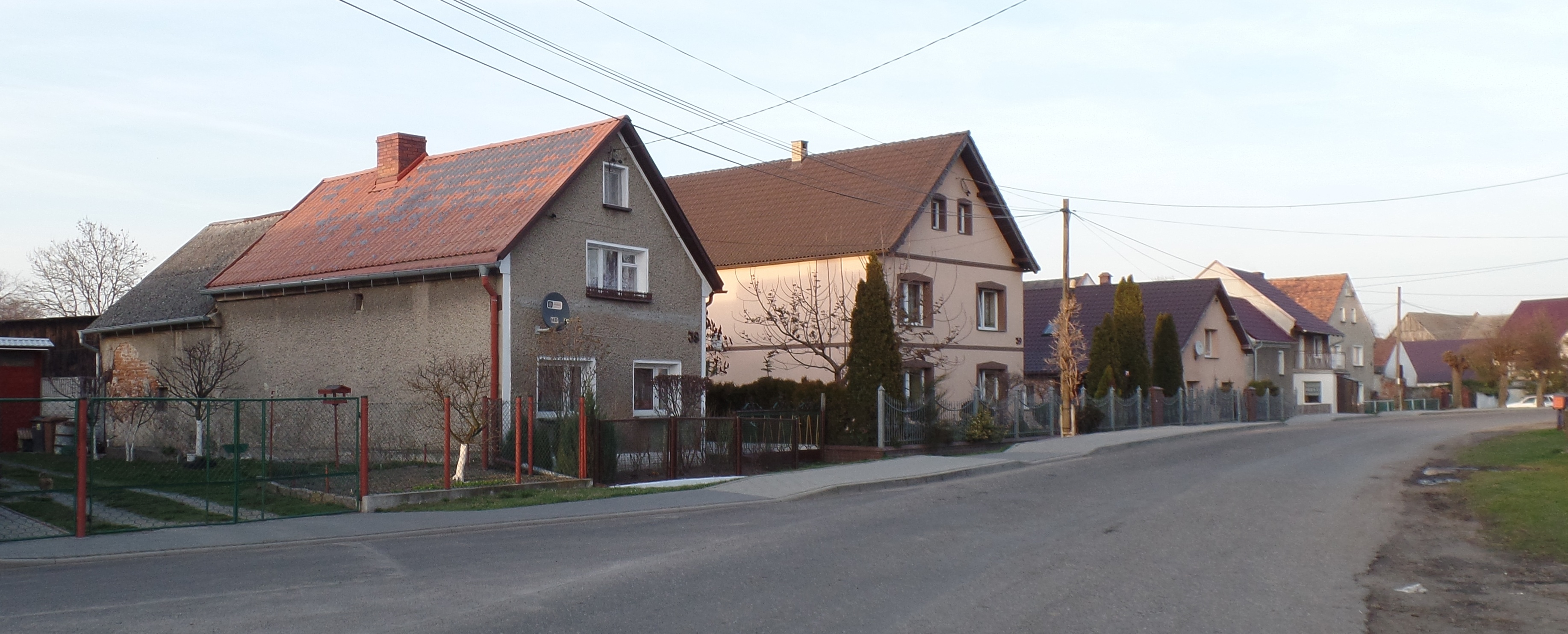